# Гюльденштедт, Иоганн Антон
Иога́нн Анто́н (Анто́нович) Гюльденште́дт (Гильденштедт) (нем. Johann Anton Güldenstädt, Güldenstaedt; 26 апреля [7 мая] 1745, Рига — 23 марта [3 апреля] 1781, Санкт-Петербург) — естествоиспытатель и путешественник из балтийских немцев на русской службе в Императорской академии наук и художеств в Санкт-Петербурге.
Автор первого описания и характеристики почв, растительности и животного мира южнорусских степей, одним из первых объяснил происхождение чернозёма, впервые описал ряд до того неизвестных позвоночных (слепыш, новый вид суслика и др.).
Один из первых европейских учёных, исследовавших быт и культуру кумыков, ингушей, орстхойцев, осетин, чеченцев и других северокавказских народов.
Президент Вольного экономического общества (1780—1781).
Обладал выдающимися нравственными качествами; во время эпидемии 1781 года он с таким самоотвержением лечил больных, что истощённый непосильной работой организм его не перенёс болезни, которой он заразился.

## Биография
Родился 26 апреля (7 мая) 1745 года в городе Рига, Рижская губерния, Российская империя.
В 1765 году окончил Берлинскую медико-хирургическую академию.
Получил степень доктора медицины во Франкфурте-на-Одере и в 1767 году в Берлине.
В 1768 году по приглашению Санкт-Петербургской академии наук приехал в Россию.
Участвовал в академических экспедициях 1768—1774 годов, возглавлял так называемую 2-ю Астраханскую экспедицию. Гюльденштедту первоначально было поручено обследование Кавказа в пределах Астраханской губернии того времени. Однако он отправился обследовать Северный Кавказ и Грузию.

### Исследование Северного Кавказа и Грузии

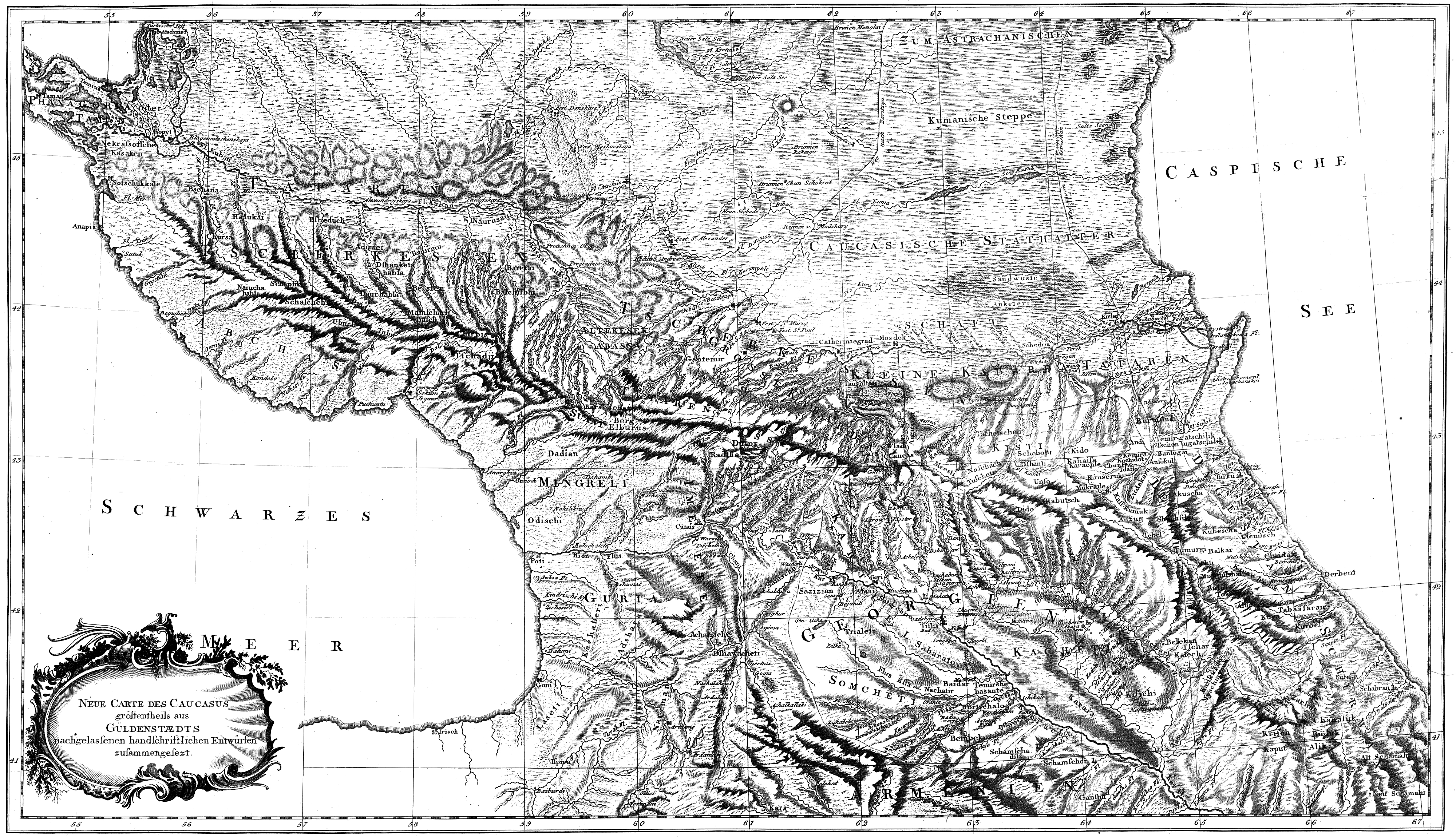
Карта Кавказа, составлена И. А. Гюльденштедтом в 1787 г.

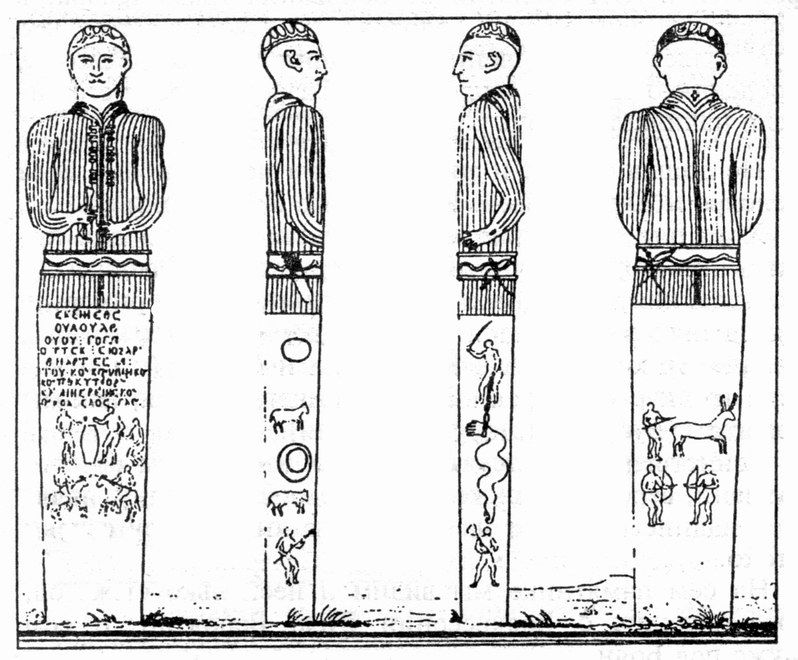
Этокский памятник описанный И. А. Гюльденштедтом

Время пребывания Гюльденштедта на Кавказе совпало с русско-турецкой войной 1768—1774 годов, и это определило повышенное внимание исследователя к вопросам военно-стратегического характера.
Гюльденштедт осуществлял свои экспедиционные исследования Кавказа по заданию российского правительства, чётко осознававшего собственные интересы и цели в регионе. Гюльденштедт в полной мере и с большой тщательностью выполнил возложенную на него миссию. Однако, при сборе сведений он руководствовался не только предписаниями свыше, но и собственными представлениями о долге учёного перед наукой и обществом.
Как натуралист и доктор медицины, Гюльденштедт обстоятельно исследовал нефтяные месторождения и минеральные источники в Центральном Предкавказье и на последних провёл ряд медицинских экспериментов; им составлены подробные описания флоры и фауны всех мест, по которым проходил маршрут экспедиции.
Осознание же миссии учёного, едва ли не первым оказавшегося среди малоизвестных науке того времени народов, предопределило, в частности, сбор Гюльденштедтом лингвистических данных, составление словарей полутора десятков языков коренных народов региона (впрочем, сбор лингвистических материалов предписывали и инструкции Академии).
Гюльденштедт не бывал в горном Дагестане, хотя, находясь в Кизляре, он доезжал до аула Костек. Кроме того, исследователь побывал на одном из участков западной границы Кахетии. В этой ситуации он нашёл возможность собрать ценные и достоверные сведения по географии, политическому устройству, лингвистике значительной части горного края.
Путешествие Гюльденштедта на Кавказ началось в июне 1768 года. В отряд входило четверо студентов — Алексей Беляев, Борис Зряковский, Адриан Соколов, Степан Крашенинников (присоединился к отряду позднее после кратковременной поездки с С. Г. Гмелиным), а также рисовальщик Григорий Белый и «чучельник» Семен Тарбеев.
Выехав из Петербурга и проехав Новгород, Москву, Воронеж и Царицын, отряд в декабре 1769 года достиг Астрахани. Оттуда Гюльденштедт отправился в Кизляр, ставший до осени 1771 года базовым лагерем для обследования близлежащих территорий Северного Кавказа. За это время экспедиция посетила районы, заселённые терскими казаками, кумыками, чеченцами, ингушами, побывала в Малой Кабарде и Осетии.
В сентябре 1771 года Гюльденштедт прибыл в Грузию. Там он пробыл целый год. Вместе с царём Картли и Кахетии Ираклием II Гюльденштедт объехал Кахетию, затем посетил южные районы страны, в сопровождении проводников перебрался в Западную Грузию, где встречался с царем Имеретии Соломоном I, познакомился с подвластными последнему землями, а также с Рачею и другими провинциями этой части Грузии.
Материалы по Грузии — о её природных богатствах и истории, о культуре народа и многом другом — занимают в общем объёме изысканий Гюльденштедта по Кавказу особое место как по объёму, так и по разноплановости собранных данных. Отчасти это объясняется задачами, поставленными руководством Академии наук перед исследователем. Но в неменьшей степени позицию учёного определили его личные симпатии к стране и её народу.
Гюльденштедт восклицал:
Разве это было бы не грешно — относиться к такой стране без должного уважения?! Мне эта страна по душе, и я радуюсь при мысли, что проведу в ней год.
Хорошо сложились отношения у Гюльденштедта и с Ираклием II. Царь, обращавший особое внимание на рудники, старался привлечь Гюльденштедта к себе на службу, предполагая использовать его как специалиста при разработке рудников, но Гюльденштедт предложение отклонил.
Осенью 1772 года группа двинулась в обратный путь. Известие о готовящемся на неё нападении с целью ограбления вынудило Гюльденштедта задержаться на грузинской границе в селении Степанцминда. Проведённый там месяц Гюльденштедт посвятил составлению полного описания географического и политического положения Грузии.
Достигнув Северного Кавказа, Гюльденштедт провёл несколько месяцев в Кизляре, где продолжил составление сводных описаний Кавказа.
Оставив Кизляр, он вновь обследовал территории между Тереком и Сунжей, совершил объезд Большой Кабарды. 20 июня 1773 года прибыл в район Пятигорья. Здесь Гюльденштедт описал Горячую гору и выходящий из неё горячий источник, осмотрел машукский Провал, обследовал озеро Тамбукан и дал первое научное описание минеральных источников Пятигорья.
Проехал земли вдоль Кумы и в июле 1773 года прибыл в Черкасск. Из устья Дона Гюльденштедт намеревался проехать в Крым, но условия военного времени помешали осуществлению этого плана. От устья Дона отряд двинулся на Кременчуг и оттуда через Полтаву, Киев, Орёл и Тулу достиг Москвы во второй половине декабря 1774 года.
В Санкт-Петербург возвратился 2 марта 1775 года.

### Последние годы жизни
С 1769 года Гюльденштедт — адъюнкт по натуральной истории, в 1771 году — профессор, в 1774 год — академик.
Не успев издать описания своих путешествий, Гюльденштедт умер от тифа на 36 году жизни, заразившись при лечении обитателей своего дома в Санкт-Петербурге.

## Вклад Гюльденштедта в науку
Гюльденштедт исследовал:
- истоки Двины, Днепра, Волги и Дона;
- нижнюю Волгу;
- Кавказ;
- низовья Дона и побережье Азовского моря;
- некоторые районы Украины.

В 1776 году в речи в 50-летний юбилей Академии наук, произнесённой на французском языке и позже, в 1780 году, переведённой по-русски в «Академических известиях» Гюльденштедт говорил:
Многие открытия, академиками учинённые, суть умственные и предопределены для одних учёных, но они не бесполезны будут и для наших потомков. Другие, напротив того, имеют непосредственное влияние в гражданское благосостояние современников наших, и количество сих последних открытий есть также весьма велико. Златой век России, в благословенное царствование всеавгустейшей Екатерины II, был поднесь наиобильнейший весьма полезными для нынешних жителей Империи физическими открытиями, учинёнными внутри и на пределах России академиками, по высочайшему повелению её Императорского Величества, путешественниками
В этой своей речи Гюльденштедт давал «показание таковых наблюдений физических и экономических, могущих быть непосредственно Отечеству полезными и учененных сотоварищами моими и мною». Исследователи находят в ней, несомненно, любопытные и яркие предвидения будущего. Впервые в ней указано было на значение донецкого каменного угля, только что открытого, на каспийскую сельдь, на бахмутскую соль. На каждом шагу мы видим здесь указания на находки и наведения, сделанные во время академических путешествий или мыслью академиков, которые сейчас вошли в жизнь, как на могучие силы нашей страны, источник происхождения которых давно забыт далекими потомками.
Этнограф рубежа XIX—XX веков Б. Далгат назвал труды Гюльденштедта «целой эпохой» в изучении Кавказа.
Другой кавказовед, М. А. Полиевктов, отмечая заслуги Гюльденштедта, писал, что столь капитальная работа не имела аналогов ни в русской, ни в западноевропейской науке XVIII века и по своим достоинствам превосходила появившиеся позднее описания Кавказа.
Труды Гюльденштедта ценны огромным количеством фактического материала по истории, этнографии, лингвистике и многим другим научным дисциплинам.
Материалы Гюльденштедта часто являются единственным источником XVIII века, позволяющим фиксировать расселение тех или иных групп населения, топонимику Кабарды, Осетии, Ингушетии, Чечни, Грузии, Дагестана.
К материалам И. А. Гюльденштедта постоянно обращаются лингвисты. Составленные им словари полутора десятков языков и диалектов народов Кавказа служат ценной источниковой базой соответствующих исследований.
Предложенная Гюльденштедтом классификация дагестанских языков лишь некоторыми неточностями отличается от ныне принятой в науке.

## Членство в организациях
- Императорской академии наук и художеств в Санкт-Петербурге — академик (1774).
- Императорское Вольное экономическое общество — президент (1780).

## Печатные труды
Сочинения Гюльденштедта обнаруживают глубокие, основательные познания и живой интерес к предметам изучения.
- лат.  Güldenstädt J.A. Dissertatio inaug. Theoria virum corporis humani primitivarum, Франкфурт (Одер), 1767.
- фр.  Güldenstädt J.A. Discours sur les produits de la Russie propres pour soutenir la balance du commerce extérieur toujours favorable, St. Pétersbourg, 1776[12].
- нем. Güldenstädt J.A. Reisen durch Russland und im Caucasischen Gebürge / Auf Befehl der Russisch-Kayserlichen Akademie der Wissenschaften herausgegeben von P.S. Pallas. St. Petersburg: Russisch-Kayserlichen Akademie der Wissenschaften. Bd 1. — 1787; Bd 2. — 1791.
- Гильденштедт И. А. Географическое и статистическое описание Грузии и Кавказа из Путешествия г-на академика И. А. Гильденштедта чрез Россию и по Кавказским горам, в 1770, 71, 72 и 73 годах. — СПб.: Императорская Академия наук, 1809.
- нем. Güldenstädt J.A. Reisen durch Georgien und Imerethi / Aus seinen Papieren gänzlich umgearbeitet und herausgegeben von J. von Klaproth. — Berlin, 1815.
- нем. Güldenstädt J.A. Beschreibung der Kaukasischen Länder, hrgg. von J. Klaproth, Berlin, 1834.
- Гильденштедт И. А. Дневник путешествия в южную Россию академика Санкт-Петербургской Академии наук Гильденштедта в 1773—1774 г. / перевод с немецкого М. Шугурова // Записки Одесского общества истории и древностей. 1879. Т. 11. С. 180—228.
- Гильденштедт И. А. Дневник путешествия по Слободско-Украинской губернии академика Санкт-Петербургской академии наук Гильденштедта в августе и сентябре 1774 г. // Харьковский сборник: литературно-научное приложение к Харьковскому календарю на 1891 год. Вып. 5, отд. 2. Харьков, 1891. С. 85-153.
- Гильденштедт И. А. Путешествие по Кавказу в 1770—1773 гг. — СПб.: Петербургское Востоковедение, 2002.[13]
- 1773 г.- Из дневника академика И.-А. Гильденштедта. Путешествие от крепости Петровской к крепости Александровской //                   А. В. Макидонов. Днепровская линия (1770-1797). Запорожье, 2014. С. 51-54.

## История публикации и переводов
Ценность сведений, собранных Гильденштедтом, отчётливо осознавали его современники и коллеги-учёные. После смерти Гильденштедта П.-С. Паллас по поручению Академии обработал дневниковые записи и другие материалы учёного и издал на немецком языке сводный труд в двух томах. Позднее части работы, касающиеся Кавказа и сверенные с рукописями, были опубликованы также на немецком языке Ю. Клапротом в 1834 году.
На русский язык оказались переведёнными и изданными лишь систематические извлечения из палласовского издания, оформленные К. Германом и предназначенные — в качестве справочника — для представителей российской администрации на Кавказе.
В 1960-х — 1970-х годах были опубликованы переводы частей работы Гильденштедта (по изданию Палласа), касающиеся Осетии, Черкесии и Балкарии). Однако подготовленные в своё время Палласом и Клапротом редакции труда Гильденштедта грешат значительными ошибками.
Ещё в 1930-х годах М. А. Полиевктов отмечал, что оба издания «устарели и совершенно не отражают на себе всего богатства гюльденштедтовского кавказоведного наследия, которое в целом остаётся… в науке совершенно не использованным». Восполнить этот существенный пробел, по мнению Полиевктова, можно было только подготовкой нового издания труда И. А. Гильденштедта, сверенного с дневниковыми записями самого автора, которые хранятся в Ленинградском отделении (ныне — Санкт-Петербургском филиале) Архива Академии наук. Полиевктов взялся за эту работу, изучил архив Гильденштедта, и в 1941 году им была подготовлена к печати рукопись под названием «По архивным следам Гильденштедта и его путешествий на Кавказ». Она не была опубликована. Позднее работу по изучению архивных материалов Гильденштедта продолжил грузинский исследователь Г. И. Гелашвили, и в 1960-х годах увидел свет двухтомник, содержавший немецкий текст с грузинским переводом «Путешествия Гюльденштедта по Кавказу», в котором зафиксированы разночтения оригинальных материалов Гильденштедта и издания П.-С. Палласа.
Идею нового издания труда И. А. Гильденштедта на русском языке вынашивал ленинградский кавказовед Л. И. Лавров. В 2002 году русский перевод «Путешествий по Кавказу» был издан в Санкт-Петербурге под редакций Ю. Ю. Карпова.

## Архивные материалы
Архив Российской академии наук содержит ряд материалов об экспедициях Гюльденштедта, в том числе:
- СПФ АРАН. Ф.3. Оп.33. Физическая экспедиция профессора Гильденштедта И. А. 1768—1775 гг.
- СПФ АРАН. Ф.P-I. Оп.100. Гильденштедт Иоганн-Антон (1768—1774). Материалы экспедиций
- СПФ АРАН. Ф.P-I. Оп.101. Рукописи неопубликованных научных трудов Гильденштедта И.-А.